# Ficopomatus enigmaticus
Ficopomatus enigmaticus és una espècie d'anèl·lid de la classe del poliquets. Creix en un tub calcari de 30 mm de llarg i pot arribar a formar colònies molt grans en qualsevol lloc, tant en esculls naturals com en elements flotants artificials; el seu perill radica que pot arribar a obstruir canonades o altres estructures hidràuliques, així com si creix en els bucs dels vaixells. Pot viure en aigües salades i també en salobres, fins i tot en aigües dolces, encara que rarament. És una espècie invasora provinent d'Austràlia, que ja s'ha estès a gran part del món. Fa part de la llista de les 100 espècies invasores més nocives d'Europa i del Catálogo español de especies exóticas invasoras.

## Taxonomia
Es classifica dins del gènere Ficopomatus, a la família Serpulidae. Són poliquets de l'ordre Sabellida.
L'espècie es va descriure per primera vegada pel zoòleg francès Pièrre Fauvel, l'any 1923, i el va anomenar Mercierella enigmatica.

## Descripció
Es tracta d'un poliquet de 2-2,5 cm de longitud que en alguns casos pot arribar als 4 cm. el cos està format per un cap, un tòrax de 7 segments i un abdomen de 50 a 120 segments.

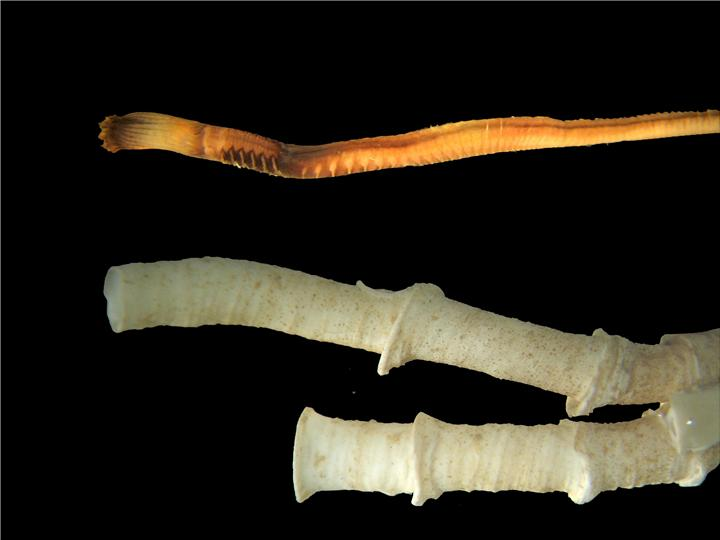
Ficopomatus enigmaticus i tubs

El cap té una sèrie de lòbuls parells, cada un d'ell amb tentacles alimentaris o brànquies que tenen aspecte plomós, fan uns 3 cm de longitud i són de color grisós, verdós o marronós. Un dels tentacles està modificat per formar un opercle espinós que serveix de tapa pel tub on viuen.
Els segments del tòrax, excepte el primer, estan marcats per un solc dorsal amb sedes o quetes laterals. Els segments de l'abdomen, excepte els tres primers, tenen plomalls de 2-5 sedes disposats en dues files. el pigidi o extrem posterior té dos lòbuls laterals petits.
Secreten un tub calcari, que viuen al seu interior. Els tubs poden arribar a mesurar 10 cm de longitud i 3 cm de diàmetre. Inicialment són blancs, però amb el temps es tornen més marronosos.

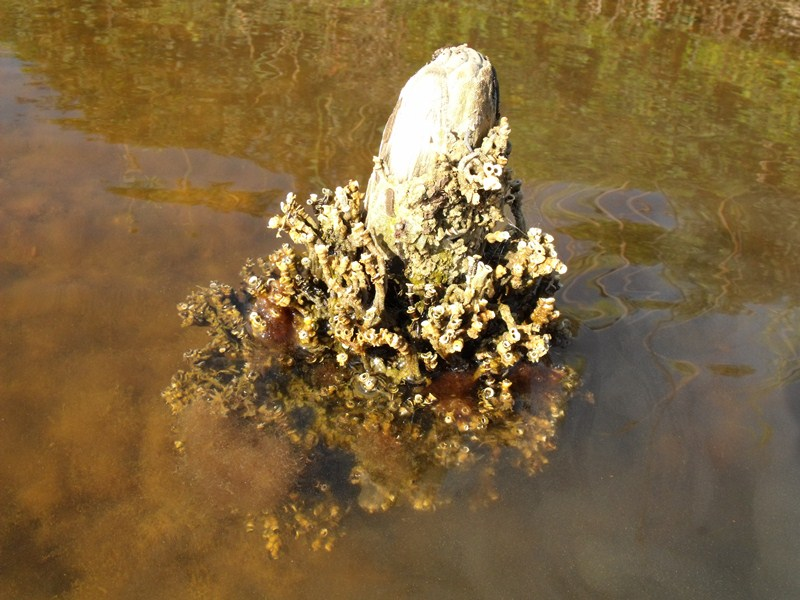
Hàbitat

## Hàbitat i ecologia
Viu en zones de clima temperat i subtropical, en aigües de fins a 3 m de profunditat, normalment en estuaris i llacunes costaneres. És capaç de tolerar un ampli rang de salinitats, pel que es pot trobar en hàbitats marins
, hipersalins o salobres. Son sensibles al onatge, per tant les seves poblacions es solen trobar en zones protegides amb poc moviment d'aigua. Pot formar colònies molt extenses i trobar-se en substrats artificials o naturals.

## Distribució
La distribució nativa de l'espècie no està clara, alguns estudis afirmen que prové d'Austràlia, encara que no està del tot clar i només es pot assegurar que prové de l'hemisferi sud.
Es coneix la presència del Ficopomatus enigmaticus a la península Ibèrica des del 1924, tant a la costa Atlàntica com a la Mediterrània. S'ha detectat al parc natural dels Aiguamolls de l'Empordà o la llacuna del Fra Ramon. També s'ha trobat en algunes ribes càntabres.

## Comportament com a espècie invasora

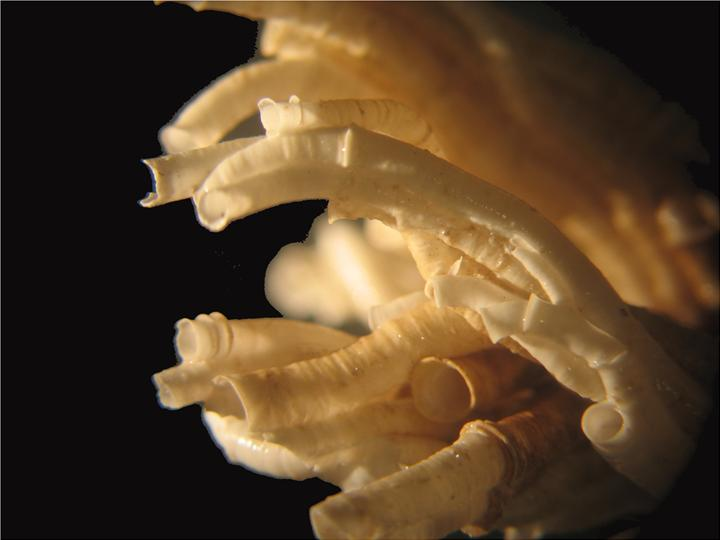
Colònies de Tubs de Ficopomatus enigmaticus

Ficopomatus engimaticus és una espècie que té un comportament invasor i figura en nombrosos catàlegs d'espècies invasores. El principal vector de transport als nous hàbitats són els bucs dels vaixells i les closques dels mol·luscs.
En els hàbitats invasors quan es troba en grans agregats pot disminuir o esgotar els nivells d'aliment disponibles per a les altres espècies i reduir la qualitat de l'aigua al produir grans quantitats de desfets. Les colònies massives de Ficopomatus enigmaticus poden provocar problemes d'obstrucció de canals, comportes, estructures hidràuliques. També provoca problemes si creix en els bucs dels vaixells.
Les estructures calcàries poden crear nous refugis i hàbitats per a les espècies natives, i això es pot interpretar com un efecte positiu, per altra banda, també pot desplaçar a altres espècies.